# Moira (Schiff)
Die Moira war das erste vollständig geschweißte Tankschiff weltweit und wurde 1935 von der Werft Swan Hunter in Wallsend, Großbritannien an die norwegische Reederei Damps. Marna A/S (Sigurd Owren) in Oslo übergeben. Es wurde in der weltweiten Tankfahrt eingesetzt.
Am 17. Juni 1942 wurde die Moira auf einer Reise von Galveston nach Vera Cruz von U-158 vor Corpus Christi torpediert und später durch Schüsse aus der Bordkanone versenkt, wobei ein Mann der Tankerbesatzung ums Leben kam.